# Philippe Jaulmes
Pour les articles homonymes, voir Jaulmes.
Philippe Jaulmes, né le 25 juin 1927 à Montpellier où il est mort le 11 septembre 2017,, est un architecte français inventeur du système de projection cinématographique sphérique Panrama et intervenant majeur dans l’urbanisme de Montpellier.

## Biographie

### Enfance et formation
Issu de la famille Jaulmes de Congénies (Gard), Philippe Jaulmes est le fils de Francis Jaulmes, médecin à Ganges, et de Suzanne Jaulmes, auteure du recueil de poèmes « Rêverie » édité en 1963, née Jullien. Après des études scientifiques au lycée de Montpellier, il entre en mathématiques supérieures mais, peu passionné par la technique pure, il décide de quitter ce cursus qui conduit vers les écoles d’ingénieur et opte pour l’architecture. Il est diplômé de la Faculté des sciences de Montpellier, de l’École nationale supérieure des beaux-arts (école d'architecture) et de l’Institut d’urbanisme de Paris. Il est architecte diplômé par le gouvernement.

### Carrière d'architecte
Sa carrière débute à Montpellier en 1955. En 1959, Philippe Jaulmes s'associe avec son ami Jean-Claude Deshons pour créer l'agence Jaulmes-Deshons. Dès les années 1960, il est associé aux grands projets d’urbanisme, tels que les nouveaux campus des facultés des sciences et des lettres (campus Triolet et Paul Valéry), le Musée des moulages de Montpellier (labellisés patrimoine du XXe siècle par la DRAC en 2015), les restaurants et cités universitaires, les laboratoires, l’usine IBM, l'Hôtel de ville de Montpellier (1970), la restructuration du centre-ville et la réhabilitation de l’hôpital Saint-Éloi (1990).
De 1975 à 1993, il est architecte-conseil auprès du ministre de l’Équipement.

### Le Panrama
Lors de sa formation d'architecte, Philippe Jaulmes retient que l'architecture et le cinéma sont deux manières complémentaires d'appréhender l'espace. En 1954 il concrétise cette conviction en imaginant, pour son diplôme d'architecture, une salle de cinéma hémisphérique dont il dépose le brevet en 1958,, procédé selon lequel les films, tournés avec un objectif de type « fish-eye », sont projetés sur un écran hémisphérique qui permet de corriger l’anamorphose et donc de donner au spectateur l’illusion de se trouver au centre d’une scène filmée. Cette invention, baptisée Panrama, fut présentée pour la première fois au public lors de l’exposition universelle de Montréal, en 1967. Une salle de projection fut construite à Clapiers, près de Montpellier, en 1969, et une autre salle plus vaste fut ouverte à l’Espace Gaîté à Paris en 1981. Cette salle ne fonctionnera que quelques années.
Les promoteurs de la Géode de la Villette mirent fin aux espoirs de l’inventeur en retenant le procédé canadien et américain Omnimax, dérivé de l’IMAX mais inspiré par le Panrama. La commercialisation du procédé Panrama se poursuit néanmoins mais avec des ambitions fortement réduites.
En 2015, le cinéma sphérique (breveté sous le nom de Panrama) a été labellisé patrimoine du XXe siècle par la DRAC. Philippe Jaulmes a été le fondateur (1963) puis président (1967) de la société Les Ateliers du cinéma total (ACT) et le Président-fondateur de la SA Panrama (1978).

### Famille
Philippe Jaulmes s’est marié le 23 décembre 1953 avec Nicole Chausse. Ils ont eu deux enfants : Frédéric, né en 1954, photographe d'art, et Catherine, née en 1956, ergothérapeute, psychologue clinicienne et enseignante de yoga FNEY.

## Ouvrages
Philippe Jaulmes est l’auteur des livres suivants : 
- Cinéma, Temps et Espace : introduction au panrama: procédé de cinéma total, préface d'Abel Gance, éditeur Causse et Castelnau, 147 pages, (1963).
- Pour un cinéma sphérique : écran total, éditions Lherminier, 103 pages (1980).
- Le cinéma hémisphérique : naissance du cinéma grandeur nature, éditions AVL Diffusion, 2010, 450 pages,  (ISBN 9782842101121).

## Films
Il a également réalisé plusieurs films de recherche sur le langage cinématographique et la simulation visuelle dont :
- Labyrinthe (1981).
- Espace concret (1985).